# Rich Skrenta

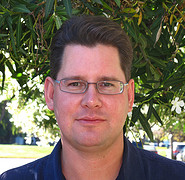
Rich Skrenta

Richard "Rich" Skrenta (ur. 1967 w Pittsburghu w stanie Pensylwania) programista komputerowy, który w 1982 będąc 15-letnim uczniem Mt. Lebanon High School stworzył wirusa o nazwie Elk Cloner, który atakował komputery Apple II. Wirus ten został uznany za pierwszy w historii informatyki. Skrenta ukończył studia na Uniwersytecie Northwestern. Pracował w takich firmach jak: Commodore Business Machines, Unix System Labs czy Sun Microsystems.